# Albin Nyamoya
Albin Nyamoya, född 27 juli 1924, död 31 januari 2001, var en burundisk politiker. Nyamoya var tutsi och regeringschef i Burundi 6 april 1964–7 januari 1965 samt 15 juli 1972–5 juni 1973. Han var medlem i partiet Union pour le progrès national (UPRONA). Under sin tid som president verkade han för försoning mellan tutsier och hutuer. Han dog 2001 i sin hemby Vyerwa.